# Gewoon bootsmannetje
Het gewoon bootsmannetje (Notonecta glauca) is een lid van de onder water levende familie van bootsmannetjes (Notonectidae). Deze insecten maken deel uit van de orde van halfvleugeligen (Hemiptera). 

## Kenmerken
Het lichaam is gestroomlijnd, met een gesegmenteerde snuit en lange zwempoten die dienen als peddels. De lichaamslengte bedraagt 16 millimeter.

## Leefwijze
Deze insecten slaan lucht op onder hun dekschilden. Hun prooien, die bestaan uit kleine visjes, kikkervisjes en insecten, lokaliseren ze door middel van watertrillingen, maar ook op het zicht. Met een sterke zuigsnuit en krachtige kaken pakken ze hun prooien. Ook de mens kan gebeten worden. Het gewoon bootsmannetje kan zowel goed zwemmen als vliegen. Voortbewegen op land gaat daarentegen moeizaam.

## Verspreiding en leefgebied
Deze soort komt voor in Europa in stilstaande wateren.